# Kostomlaty pod Milešovkou (zamek)
Kostomlaty pod Milešovkou (także: Sukoslav) – ruiny zamku na terenie Czech, w Średniogórzu, we wsi Kostomlaty pod Milešovkou (kraj ustecki), na wysokości 566 m n.p.m.

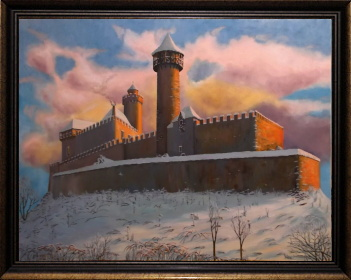
Rekonstrukcja

Zamek został założony w pierwszej połowie XIV wieku przez właścicieli zamku Osek koło Cieplic, w miejscu wcześniejszego słowiańskiego grodziska. W pierwszej połowie XV wieku obiekt rozbudowano. W 1434 zamek został zdobyty przez husyckiego hetmana Jakoubka z Vřesovic. Należał potem m.in. do rodzin Berkov i Černínov. Od końca XVI wieku wspominany jest już jako opuszczony.
Do czasów obecnych przetrwały dwie walcowate wieże, przy czym wyższa z nich posiada galerię. Zachowały się też bramy, ściany obwodowe pałacu i fragmenty murów. Ze wschodniej części zamku otwiera się panorama na Czeskie Średniogórze, niektóre pasma Rudaw, a także na miasto Cieplice, a nad nim zamek Doubravská Hora. W pobliżu zamku bije źródło, z którego woda uchodzi za uzdrawiającą.
Według legendy na zamku ukazywać ma się duch Jakoubka z Vřesovic ze śladem husyckiego kielicha wypalonym na czole (hetman zdradził husytów i przeszedł na stronę cesarską).